# Ягодная (Брестская область)
Я́годная (бел. Ягадная) — деревня в Барановичском районе Брестской области Белоруссии. Входит в состав Полонковского сельсовета. Население — 42 человека (2019).

## География
Деревня расположена на расстоянии 29 км (37 км по автодорогам) к западу-северо-западу от центра Барановичей и в 10,5 км (14,5 км по автодорогам) к северо-западу от центра сельсовета, деревни Полонка. Граничит с деревней Подгорная, находящейся в Слонимском районе Гродненской области. К северу от деревни протекает река Синичка, а к западу — Исса.

## История
В 1798 году в письменных источниках упоминается как деревня Блошна. В 1905 году — деревня Блошна Люшневской волости Слонимского уезда Гродненской губернии. На карте 1910 года указана под названием Малая Блошная.
С 1921 года составе межвоенной Польши, в гмине Молчадь Слонимского повета Новогрудского воеводства. По переписи 1921 года в деревне Блошня Малая числилось 42 жилых здания, в которых проживало 258 человек (116 мужчин, 142 женщины), из них 169 поляков и 89 белорусов (по вероисповеданию — 165 римских католиков, 89 православных и 4 иудея).
С 1939 года в составе БССР. С 15 января 1940 года в Новомышском районе Барановичской, с 8 января 1954 года Брестской областей, 8 апреля 1957 года район переименован в Барановичский. С конца июня 1941 до июля 1944 года была оккупирована немецко-фашистскими захватчиками. На фронтах войны погибло два сельчанина.
30 июля 1964 года деревня получила название Ягодная.

## Население
По состоянию на 1 января 2023 года в деревне проживало 38 человек в 29 хозяйствах, в том числе 1 моложе трудоспособного возраста, 18 в трудоспособном возрасте и 19 старше трудоспособного возраста.
| Численность населения (по переписи) | Численность населения (по переписи) | Численность населения (по переписи) | Численность населения (по переписи) | Численность населения (по переписи) | Численность населения (по переписи) | Численность населения (по переписи) |
| 1905                                | 1921                                | 1959                                | 1970                                | 1999                                | 2009                                | 2019                                |
| ----------------------------------- | ----------------------------------- | ----------------------------------- | ----------------------------------- | ----------------------------------- | ----------------------------------- | ----------------------------------- |
| 268                                 | ↘258                                | ↗371                                | ↘369                                | ↘157                                | ↘85                                 | ↘42                                 |

## Инфраструктура
Действуют КФХ «Ягоднянское», занимающееся разведением крупного рогатого скота, а также магазин «Ягоднянское лукошко» и кладбище.